# 김태완 (1981년)
김태완(金泰浣, 1981년 9월 19일 ~ )은 전 KBO 리그 삼성 라이온즈의 내야수이다.

## LG 트윈스시절
2000년 LG 트윈스의 2차 3순위 지명을 받았고, 중앙대학교 체육교육학과를 졸업한 후 입단하였지만 내야 모든 수비가 가능함에도 불구하고 주전 자리를 꿰차지 못했다. 2005년 시즌 후 최진행, 최형우 등과 함께 경찰청의 창단 멤버로 입대하여 복무를 마쳤다. 한화 이글스의 김태완과 이름이 똑같아 '엘태완'이라는 별명이 생겼다. 2012년 6월 10일 두산 베어스와의 홈 경기에서는 1회 2사 만루에서 풀 카운트까지 가는 접전 끝에 상대 투수 김선우를 상대로 데뷔 첫 그랜드 슬램을 날렸지만, 타격하는 과정에서 갈비뼈 부상으로 곧바로 교체됐고 다음날 바로 엔트리에서 제외되어 최초로 만루 홈런을 치고 1군에서 말소되는 비운의 선수가 되고 말았다. 부상 완치 후 다시 1군으로 복귀해서 타격의 재능을 인정받았고, 2013 시즌을 기대하게 했으나 2012 시즌이 끝난 후 삼성 라이온즈에 트레이드되었다.

## 경찰 야구단시절
2006년에 입단하였다.

## 삼성 라이온즈시절
2012년 12월 14일 삼성 라이온즈와 LG 트윈스 구단 간 최초의 트레이드로 정병곤, 노진용과 함께 삼성 라이온즈로 이적하였다. 당시 삼성 라이온즈의 트레이드 카드로는 현재윤, 김효남, 손주인이었다. 이적하자마자 별명이 '엘태완'에서 '삼태완'으로 바뀌었다. 트레이드 상대였던 손주인이 떠났음에도 이승엽, 채태인, 신명철, 조동찬, 박석민, 김상수의 막강한 내야진을 뚫기는 힘들었고 주로 백업으로 나왔다. 2013년 4월 25일 친정 팀 LG 트윈스와의 경기에 시즌 첫 선발 출장하였고, 결승 득점의 주인공이 되었다. 인터뷰에서는 "친정 팀 LG이기에 더 이기고 싶은 마음이 컸다"라는 솔직한 말을 건넸다. 이적 후 첫 홈런은 6월 20일 문학 SK전에서 8회 최영필을 상대로 솔로 홈런을 쳐 냈다. 조동찬이 부상으로 시즌을 마감하자 2013년 한국시리즈 엔트리에 합류하여 데뷔 첫 포스트 시즌 및 한국시리즈에 출전하여 조동찬과 김상수의 공백을 잘 메워주었다. 2016년 10월 25일에 이정식, 김건한과 함께 방출되며 사실상 현역에서 은퇴했다.

## 출신 학교
- 영도초등학교
- 경남중학교
- 경남고등학교
- 중앙대학교 체육교육학과 00학번

## 통산 기록
| 연 도           | 소 속           | 나 이           | 출 장 | 타 석 | 타 수 | 득 점 | 안 타 | 2 루 타 | 3 루 타 | 홈 런 | 타 점 | 도 루 | 도 실 | 볼 넷 | 삼 진 | 타 율 | 출 루 율 | 장 타 율 | O P S | 루 타 | 병 살 타 | 몸 맞 | 희 타 | 희 플 | 고 4 |
| --------------- | --------------- | --------------- | ----- | ----- | ----- | ----- | ----- | ------- | ------- | ----- | ----- | ----- | ----- | ----- | ----- | ----- | -------- | -------- | ----- | ----- | -------- | ----- | ----- | ----- | ---- |
| 2004            | LG              | 24              | 15    | 37    | 36    | 1     | 3     | 0       | 0       | 0     | 2     | 0     | 0     | 0     | 15    | .083  | .081     | .083     | .164  | 3     | 0        | 0     | 0     | 1     | 0    |
| 2005            | LG              | 25              | 29    | 50    | 40    | 5     | 4     | 0       | 0       | 0     | 1     | 0     | 1     | 7     | 11    | .100  | .265     | .100     | .365  | 4     | 0        | 2     | 1     | 0     | 0    |
| 2008            | LG              | 28              | 37    | 82    | 66    | 10    | 16    | 2       | 1       | 0     | 1     | 0     | 0     | 8     | 16    | .242  | .329     | .303     | .632  | 20    | 1        | 1     | 5     | 1     | 0    |
| 2009            | LG              | 29              | 40    | 43    | 33    | 10    | 7     | 2       | 0       | 0     | 5     | 3     | 0     | 9     | 6     | .212  | .372     | .273     | .645  | 9     | 1        | 0     | 0     | 1     | 0    |
| 2010            | LG              | 30              | 72    | 162   | 142   | 21    | 36    | 11      | 0       | 4     | 19    | 0     | 2     | 13    | 34    | .254  | .321     | .415     | .736  | 59    | 1        | 2     | 3     | 2     | 0    |
| 2011            | LG              | 31              | 76    | 246   | 202   | 26    | 51    | 12      | 0       | 6     | 29    | 4     | 1     | 31    | 37    | .252  | .356     | .401     | .757  | 81    | 7        | 2     | 10    | 1     | 0    |
| 2012            | LG              | 32              | 58    | 168   | 141   | 16    | 31    | 5       | 0       | 2     | 14    | 0     | 1     | 17    | 21    | .220  | .311     | .298     | .608  | 42    | 4        | 2     | 7     | 1     | 0    |
| 2013            | 삼성            | 33              | 83    | 189   | 162   | 19    | 44    | 10      | 0       | 6     | 19    | 1     | 1     | 22    | 31    | .272  | .360     | .444     | .804  | 72    | 5        | 2     | 0     | 3     | 1    |
| 2014            | 삼성            | 34              | 65    | 108   | 95    | 14    | 33    | 7       | 0       | 2     | 15    | 0     | 0     | 8     | 17    | .347  | .421     | .484     | .905  | 46    | 4        | 4     | 1     | 0     | 0    |
| 2015            | 삼성            | 35              | 4     | 6     | 5     | 0     | 0     | 0       | 0       | 0     | 0     | 0     | 0     | 1     | 2     | .000  | .167     | .000     | .167  | 0     | 0        | 0     | 0     | 0     | 0    |
| KBO 통산 : 10년 | KBO 통산 : 10년 | KBO 통산 : 10년 | 479   | 1091  | 922   | 122   | 225   | 49      | 1       | 20    | 105   | 8     | 6     | 116   | 190   | .244  | .335     | .364     | .699  | 336   | 23       | 15    | 27    | 10    | 1    |